# Julie Reardon
Julie Reardon (* 6. Juni 1958) ist eine ehemalige australische Judoka, die 1984 Weltmeisterschaftsdritte war.

## Sportliche Karriere
Julie Reardon gewann von 1982 bis 1992 elf australische Meistertitel im Superleichtgewicht, der Gewichtsklasse bis 48 Kilogramm. 1982 schied sie im Achtelfinale der Weltmeisterschaften in Paris gegen die Schwedin Lena Bergqvist aus. Bei den Weltmeisterschaften 1984 in Wien gewann sie im Viertelfinale gegen die Deutsche Birgit Friedrich. Nach ihrer Halbfinalniederlage gegen die Französin Marie-France Colignon gewann sie im Kampf um eine Bronzemedaille gegen die Finnin Jaana Ronkainen. 1986 bei den Weltmeisterschaften in Maastricht unterlag sie im Achtelfinale der Japanerin Fumiko Ezaki und belegte letztlich den siebten Platz. Im Jahr darauf schied sie in der ersten Runde der Weltmeisterschaften in Essen gegen die Südkoreanerin Cho Min-sun aus.
Bei den Olympischen Sommerspielen 1988 wurden Wettbewerbe im Frauenjudo als Demonstrationssportart angeboten. Beim olympischen Turnier unterlag Reardon in ihrem ersten Kampf der Chinesin Li Zhongyun nach 1:40 Minuten. Im Kampf um Bronze bezwang sie die Brasilianerin Monica Angelucci nach 3:40 Minuten. 1990 gewann Reardon bei den Commonwealth Games in Auckland ebenfalls eine Bronzemedaille. Bei den Weltmeisterschaften 1991 in Barcelona schied sie im Achtelfinale gegen die Spanierin Yolanda Soler aus.